# Стурхёй, Деннис
Ян Де́ннис Стурхёй (норв. Jahn Dennis Storhøi; род. 15 июля 1960 года, Фредрикстад, Норвегия) — норвежский актёр.

## Биография
Деннис Стурхёй — актёр театра и кино в Норвегии, завоевал множество наград, в числе которых театральная премия Ассоциации норвежских критиков, учреждённая в 1939 году и считается[кем?] самой престижной наградой критиков в Норвегии. Тем не менее, в настоящее время самым известным и узнаваемым достижением актёра является роль Хергера-весельчака, в фильме режиссёров Джона МакТирнана и Майкла Крайтона «13 воин», где сыграл совместно с Антонио Бандерасом и некоторыми другими популярными актёрами.
Для молодых зрителей более широко известен по некоторыми ролям норвежского ТВ-шоу, а также озвучиванием мультипликационных героев.
17 марта 2010 года Деннис с рядом других норвежских актёров был приглашён на кастинг фильма «Нечто», приквела одноимённой картины 1982 года. Действия фильма будут рассказывать зрителю о том, как норвежская экспедиция учёных обнаруживает в Антарктике инопланетный корабль со спящим иноземным разумом. Официального подтверждения на утверждение актёрского состава не было, но проект находится в статусе «постпродакшн», начало съёмок которого планируется в Британской Колумбии и Торонто.

## Личная жизнь
В 1997 году женился на Моне Кейлхау (норв. Mona Keilhau). Семейная пара имеет одного общего ребёнка и двоих от первого брака Денниса.

## Фильмография
| Год       | Русское название                     | Оригинальное название              | Роль                                |
| --------- | ------------------------------------ | ---------------------------------- | ----------------------------------- |
| 2012      | Две жизни                            | Zwei Leben (To liv)                | Хугсет                              |
| 2010      | Юхан-скиталец                        | Yohan - Barnevandrer               | Йоханнес Аамот                      |
| 2008      | Женщина в холодильнике / Варг Веум 5 | Varg Veum - Kvinnen i kjøleskapet  |                                     |
| 2004      | Клорокс, аммоний и кофе              | Salto, salmiakk og kaffe           | Эрик                                |
| 2003      | Капитан Саблезуб                     | Kaptein Sabeltann                  | Озвучка                             |
| 2003      |                                      | Mødd                               |                                     |
| 2003      |                                      | Mia                                |                                     |
| 1999      | Глаз Эвы                             | Evas øye                           |                                     |
| 1999      | 13 воин                              | The 13th Warrior                   | Хергер-весельчак                    |
| 1994      |                                      | Over stork og stein                |                                     |
| 1993—1997 |                                      | Mot i brøstet                      |                                     |
| 1991      |                                      | Buicken - store gutter gråter ikke |                                     |
| 1989      | Камилла и вор 2                      | Kamilla og tyven II                | Себастьян                           |
| 1988      | Камилла и вор                        | Kamilla og tyven                   | Себастьян                           |
| 1982      | Жил-был пёс                          | Жил-был пёс                        | Рассказчик (норвежское озвучивание) |